# Frederik Wandahl
Frederik Michal Anker Wandahl (Höllviken, 9 mei 2001) is een Deens baan- en wegwielrenner die anno 2022 rijdt voor BORA-hansgrohe. In 2018 won hij het Deens kampioenschap wegwielrennen voor junioren en behaalde hij een tweede plaats op het omnium tijdens de Wereldkampioenschappen baanwielrennen voor junioren.

## Baanwielrennen

### Palmares
| Jaar     | DK                                   | EK       | WK       | Overig   |
| Junioren | Junioren                             | Junioren | Junioren | Junioren |
| -------- | ------------------------------------ | -------- | -------- | -------- |
| 2017     | puntenkoers · achtervolging · omnium |          |          |          |
| 2018     |                                      |          | omnium   |          |
| Elite    |                                      |          |          |          |
| 2019     | ploegenachtervolging                 |          |          |          |
| 2020     | scratch · omnium                     |          |          |          |

## Wegwielrennen

### Overwinningen
2018
1e etappe Saarland Trofeo
 Deens kampioen , Junioren
2023
Bergklassement Ronde van Guangxi
2024
Jongerenklassement Ronde van Wallonië

### Resultaten in voornaamste wedstrijden
|      | \| Jaar \| Amstel Gold Race \| Luik-Bast.‑Luik \| Ronde van Lombardije \| Waalse Pijl \| Clásica San Sebastián \| \| WK op de weg \| \| ---- \| ---------------- \| --------------- \| -------------------- \| ----------- \| --------------------- \| \| ------------ \| \| 2022 \| \| \| \| 102e \| \| \| \| \| 2023 \| \| \| opgave \| \| 63e \| \| \| \| 2024 \| 73e \| \| \| opgave \| \| \| 23e \| \| 2025 \| \| 75e \| \| \| \| \| \| |                 |                      |             |                       |  |              |
| Jaar | Amstel Gold Race | Luik-Bast.‑Luik | Ronde van Lombardije | Waalse Pijl | Clásica San Sebastián |  | WK op de weg |
| 2022 | |                 |                      | 102e        |                       |  |              |
| 2023 | |                 | opgave               |             | 63e                   |  |              |
| 2024 | 73e |                 |                      | opgave      |                       |  | 23e          |
| 2025 | | 75e             |                      |             |                       |  |              |

## Ploegen
- 2019 –  Team ColoQuick
- 2020 –  Team ColoQuick
- 2021 –  BORA-hansgrohe
- 2022 –  BORA-hansgrohe
- 2023 –  BORA-hansgrohe
- 2024 –  BORA-hansgrohe
- 2025 –  Red Bull-BORA-hansgrohe

Ackermann · Aleotti · Baška · Benedetti · Bodnar · Buchmann · Burghardt · Fabbro · Gamper · Großschartner · Kämna · Kelderman · Konrad · Laas · Meeus · Oss · Palzer (vanaf 1 april) · Politt · Pöstlberger · J. Sagan · P. Sagan · Schachmann · Schelling · Schillinger · Schwarzmann · Selig · Walls · Wandahl · Zwiehoff
Aleotti · Archbold · Benedetti · Bennett · Buchmann · Fabbro · Gamper · Großschartner · Haller · Higuita · Hindley · Kämna · Kelderman · Koch · Konrad · Laas · Lührs · Meeus · Mullen · Palzer · Politt · Pöstlberger · Schachmann · Schelling · Uijtdebroeks · van Poppel · Vlasov · Walls · Wandahl · Zwiehoff · Lipowitz (stagiair)
Aleotti · Archbold · Benedetti · Bennett · Buchmann · Denz · Fabbro · Gamper · Haller · Higuita · Hindley · Jungels · Kämna · Koch · Konrad · Koretzky · Lipowitz · Lührs · Meeus · Mullen · Palzer · Politt · Schachmann · Schelling · Uijtdebroeks · van Poppel · Vlasov · Walls · Wandahl · Zwiehoff
Adrià · Aleotti · Benedetti (tot 18/8) · Buchmann · Denz · Gamper · Hajek · Haller · Herzog · Higuita · Hindley · Jungels · Kämna · Koch · Lipowitz · Lührs · Maciejuk · Martínez · Meeus · Mullen · Palzer · Roglič · Schachmann · Sobrero · van Poppel · Vlasov · Wandahl · Welsford · Zwiehoff